# 'Ndrina Carelli
La 'ndrina Carelli è una cosca malavitosa o 'ndrina della 'ndrangheta calabrese di Corigliano Calabro. Hanno diramazioni soprattutto in Germania e sono attivi nel traffico di droga a Bochum e Münster e sono presenti anche a Francoforte, Berlino e Monaco. Sono alleati con gli zingari di Lauropoli e con i Critelli di Cariati.

## Storia

### Anni '90
Nel 1998, il killer Giorgio Basile arrestato da un anno dalla polizia tedesca decide di confessare e diventa un pentito.
Successivamente in Germania diviene famoso per la pubblicazione del libro di Andreas Ulrich che racconta la storia della sua vita:
Das Engelsgesicht. Die Geschichte eines Mafia-Killers aus Deutschland (Faccia d'angelo. La storia di un killer di mafia).
Sempre in Germania nel 2012 uscirà il film tratto dal libro: Das Engelsgesicht del regista Oliver Hirschbiegel.

### Anni 2000
Il 7 ottobre 2008 vengono sequestrati beni per 500.000 euro a un presunto esponente dei Carelli.

### Anni 2010
Il 21 luglio 2010, durante l'operazione Santa Tecla vengono eseguiti in tutta Italia 67 arresti e sequestrati beni dal valore di 250 milioni di euro. Sono accusati di associazione mafiosa, estorsione e traffico di droga.

## Esponenti di spicco
- Santo Carelli (10 ottobre 1939 - 19 gennaio 2016[8][9]), condannato all'ergastolo per omicidio nel 2010[2]